# 카를로스 테노리오
카를로스 비센테 테노리오 메디나(스페인어: Carlos Vicente Tenório Medina, 1979년 5월 14일 에콰도르 에스메랄다스 ~ )는 에콰도르의 전 축구 선수로, 헤딩 능력이 뛰어난 스트라이커로 알려져 있다.

## 선수 경력
테노리오는 2001년 LDU 키토에서 축구 경력을 시작하였다. 2003년 사우디아라비아 프리미어리그의 알나스르로 이적하였고, 16경기에서 15골을 넣어 리그 득점왕에 올랐다. 2004년 카타르 리그의 알사드 SC로 이적하였고, 이적한 첫 해에 그는 가브리엘 바티스투타에 이어 두 번째로 많은 득점을 하여 팀이 리그 우승을 차지하는 데 공헌하였다. 2005-06 시즌 21골을 넣어 리그 득점왕에 올랐으며, 팀이 다시 리그 우승을 차지하는 데 공헌하였다. 그는 셰이크 자셈 컵에서 2부 리그 팀인 알무아이다르 SC를 상대로 10골을 득점하기도 하였다.
2006년 이적 시장에서 테노리오는 이탈리아 세리에 A의 AC 시에나와 프랑스 르샹피오나의 릴 OSC와 이적 협상을 하였으나, 이적료에서 이견을 보여 소속팀은 그 제의를 거절하였다. 2007년 5월 영국의 한 언론에서 그가 잉글랜드 프리미어리그의 버밍엄 시티 FC, 볼턴 원더러스 FC, 포츠머스 FC, 선덜랜드 AFC, 웨스트 햄 유나이티드 FC, 위건 애슬레틱 FC의 이적 제의를 받았다고 보도하는 등 계속적으로 타 팀으로의 이적설이 떠돌았으며, 2009년 6월 UAE 1부 리그의 알나스르 SC로 이적하였다.
그는 에콰도르 국가대표팀으로 두 번의 FIFA 월드컵 (2002년, 2006년)에 출전하였으며, 2006년 FIFA 월드컵에서는 폴란드와 코스타리카와의 경기에서 각각 선제골을 성공시켜 팀이 사상 최초로 FIFA 월드컵 16강에 진출하는 데 크게 기여하였다.

## 경력
- 2002년 CONCACAF 골드컵 국가대표
- 2002년 FIFA 월드컵 국가대표
- 2006년 FIFA 월드컵 국가대표
- 2007년 코파 아메리카 국가대표